# أغبلاغ حسين خان (سيلتان)
أغبلاغ حسين خان (بالفارسية: آغبلاغ حسین خان) هي قرية تقع في إيران في قسم سيلتان الريفي. يقدر عدد سكانها بـ 51 نسمة بحسب إحصاء 2016.